# Copăceni (Ilfov)
Copăceni é uma comuna romena localizada no distrito de Ilfov, na região de Muntênia. A comuna possui uma área de 18.00 km² e sua população era de 2861 habitantes segundo o censo de 2007.